# آلیچلی
الیسلی، بوسنی (به لاتین: Alıçlı, Besni) یک منطقهٔ مسکونی در ترکیه است که در استان آدیامان واقع شده‌است.